# Bitwa pod Steenkerke
Bitwa pod Steenkerke – starcie zbrojne, które miało miejsce 3 sierpnia 1692 podczas wojny palatynackiej.
Po zdobyciu twierdzy Namur przez Francuzów armia marszałka Luxembourga (ok. 80 000), osłaniająca działania oblężnicze, pomaszerowała w kierunku twierdzy Mons, aby uchronić ją przed atakiem wojsk sprzymierzonych (Anglicy, Holendrzy i Duńczycy, ok. 90 000), dowodzonych przez Wilhelma Orańskiego.
O świcie 3 sierpnia sprzymierzeni uderzyli na obóz francuski pod Steenkerke. Jazda została w odwodzie. Przednia straż piechoty pod księciem wirtemberskim Ferdynandem Wilhelmem podeszła cicho o godzinie 5:00 w pobliże francuskiego obozu, tam gdzie Luxembourg nie spodziewał się uderzenia. W tym czasie główne siły armii sprzymierzonych formowały się do walki pod osłoną lasów. Gdy doszło do walki, Luxemburg był całkowicie zaskoczony i jedyne co mógł zrobić to rzucić w pośpiechu najbliższe oddziały piechoty i dragonów. Jednak główne siły Wilhelma Orańskiego formowały się zbyt opieszale i bezcenny czas, który dało niespodziewane uderzenie został zmarnowany. Francuzi szybko rozwinęli swe szyki i wprowadzili do walki wszystkie siły. O godzinie 9:00 książę Wirtemberski rozpoczął metodyczny ostrzał artyleryjski wojsk francuskich, czekając na wsparcie lub na rozkaz do natarcia. Francuzi pracowali w gorączkowym pośpiechu, formując silne linie bojowe na zagrożonym odcinku. Główne siły sprzymierzonych maszerujące w zwykłym szyku (jedno skrzydło z kawalerią na czele i postępującą w tyle piechotą, i drugie skrzydło z kawalerią na tyłach kolumny) w pośpiechu dzieliły się na piechotę i kawalerię, ponieważ teren sprzyjał jedynie działaniom piechoty. Kilka batalionów podeszło w celu wsparcia wysuniętej straży i o godzinie 12:30 rozpoczął się generalny atak. Straż przednia była w ogniu już od 9 godzin, a marsz prowadzony był na trudnym terenie, pomimo tego uderzenie zmiotło pierwszą linię Francuzów. Anglicy i Duńczycy uparcie posuwali się naprzód, zmuszając do cofania się drugą i trzecią linię francuskiej piechoty. Luxembourg błyskawicznie skoncentrował znaczną część swych sił w celu zniszczenia postępującego wroga.  Próba użycia kawalerii przez sprzymierzonych z powodu fatalnych warunków terenowych poza zmieszaniem własnej piechoty nie dała żadnego rezultatu. Nie udało się powstrzymać centrum i lewego skrzydła francuskiej armii, które w pośpiechu, regiment za regimentem wkraczały na scenę bitwy pod Steenkerke. Wilhelm Orański wydał rozkaz, aby piechota maszerowała naprzód a niedająca sobie rady z trudnym terenem kawaleria zatrzymała się i przepuściła piechotę. Wprowadziło to dodatkowe zamieszanie i przez dłuższy czas pozbawiona należytego wsparcia przednia straż musiała zatrzymać swe natarcie. Te oddziały sił głównych (piechota i dragonia), którym udało się osiągnąć pole bitwy, posłużyły tylko jako ochrona dla odwrotu sił księcia wirtemberskiego. Cały dotychczasowy wysiłek jego wojsk poszedł na marne. Wobec takiego obrotu sprawy Wilhelm Orański zarządził odwrót. Sprzymierzeni wycofywali się, tak jak przybyli, w wyniku czego tylna straż pod holenderskim marszałkiem Ouwerkerkiem wystawiona została na frontalne uderzenie Francuzów, którzy natychmiast to wykorzystali.
Bitwa zakończyła się całkowitym zwycięstwem Francuzów. Straty sprzymierzonych: 6 653 zabitych i rannych i ponad 1 000 jeńców; Francuzi stracili ok. 7 000 ludzi.